# Libro verde (Gadafi)
El Libro Verde es un libro de filosofía política de tres volúmenes escrito por el exmandatario libio Muamar al Gadafi entre 1975 y 1981, en el que se expone su doctrina política, de un modo similar a como lo hizo Mao Tse Tung con su Libro Rojo. El libro es el referente de la anterior forma de gobierno de Libia, llamada Yamahiriya, una república gobernada por Gadafi mediante comités populares.
Muanmar Gadafi presentó su Libro Verde el 15 de abril de 1973 en un discurso en Zuara, al norte de Libia. La visión y mensajes del Libro Verde estaban dirigidos a todo el mundo. De este modo, Gadafi pretendía que su ideología fuera válida para cualquier país o sociedad. Con la publicación del primer tomo del Libro Verde, la Unión Socialista Árabe pasó a llamarse Congreso General del Pueblo en enero de 1976.

## Ideología de Muamar Gadafi
El deseo de Gadafi era ver la nación árabe unificada y sin "rastros de la dominación occidental". En este sentido, compartía la ideología panarabista de Gamal Abdel Nasser. El segundo elemento fundamental de la filosofía de Gadafi, reflejada en el concepto de la Yamahiriya, se basaba en la idea de que ningún partido político permitiría a los árabes expresar su deseo de unidad de manera libre.

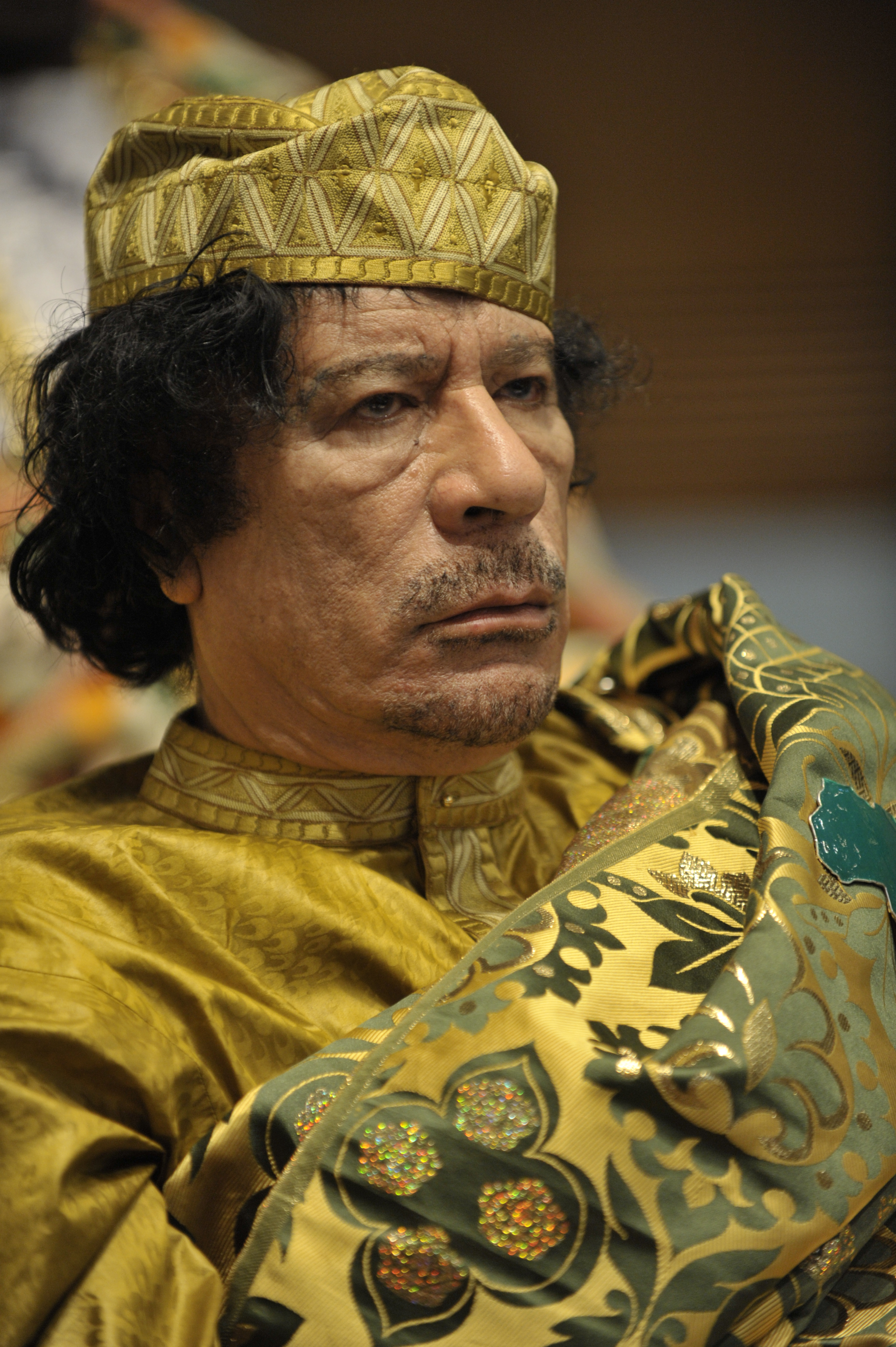
Muamar Gadafi

Estas ideas se verían reflejadas en su Libro Verde el cual rechazaba la democracia liberal moderna europea y alentaba la institución en una especie de democracia directa basada en "comités populares de base".
El objetivo del Libro Verde era asentar las bases de la revolución así como presentar la estructura política y económica futura de Libia. Aunque no se menciona en el Libro Verde, para Gadafi, el Corán era central para su pensamiento e ideología. Gadafi argumentaba que el Islam había conseguido establecer las bases para una sociedad justa y libre, mucho antes de la llegada del desarrollo de Occidente.
Gadafi también especificó sus objetivos económicos en el segundo tomo del Libro Verde. Para Gadafi los trabajadores debían ser socios y no asalariados y no se debía obtener beneficios económicos con arrendamientos. Estas recomendaciones económicas las empezará a implementar a partir del año 1979. Reemplazó el mercado inmobiliario privado por el primer "supermercado del pueblo" a mediados de ese mismo año. Al año siguiente las empresas públicas y privadas fueron adquiridas por los comités populares de Gadafi. Así mismo, los comités populares también se hicieron cargo de los medios de comunicación, lo que otorgaba un poder directo a Gadafi. En términos generales se puede decir que el Libro Verde reflejaba la mezcla personal de Gadafi de socialismo, islam y nacionalismo árabe.

## Estructura
El Libro Verde se compone de tres partes que fueron publicados espaciados en el tiempo hasta 1980. La primera parte está dedicada a temas de carácter político, la segunda parte trata sobre el trabajo y asuntos económicos y en la tercera parte delibera sobre distintos temas de la sociedad.
1. La solución del problema de la democracia: "El poder del pueblo".
2. La solución del problema económico: "El socialismo".
3. El fundamento social de la tercera teoría universal.

## Contenido[8]

### PRIMERA PARTE. La solución del problema de la democracia: "El poder del pueblo"
En esta primera parte Gadafi redactó su visión sobre diferentes componentes políticos: las asambleas parlamentarias, los partidos políticos, las leyes, el referéndum, los congresos populares y la prensa. A lo largo de la sección fue también explicando qué problemas ve en estos sistemas gubernamentales y defendía su "Libro Verde" como "la solución teórica definitiva" a estas cuestiones. Antes de ir desgranando cada elemento, Gadafi define "la lucha política que conduce a la victoria de un candidato" como un sistema dictatorial.

#### La asamblea parlamentaria
Gadafi consideraba la asamblea parlamentaria una falsa representación del pueblo. Para Gadafi, la simple existencia de una asamblea parlamentaria significaba la ausencia del pueblo y la verdadera democracia sólo podía establecerse por la participación de éste. Afirmaba que "las dictaduras más tiránicas que el mundo ha conocido se han establecido a la sombra de asambleas parlamentarias".

#### El partido
Definió el partido político como una "dictadura contemporánea", pues un partido solo representaba a una parte sobre el conjunto. Gadafi no consideraba "democráticamente admisible" que un partido gobernase a todo un pueblo, pues un partido, según su opinión, estaba constituido por muchos intereses, opiniones e ideologías diferentes.

#### El referéndum
Para Gadafi, el referéndum constituía otro obstáculo hacia la democracia, ya que no permitía expresar realmente la voluntad de los votantes. Se refería al referéndum como "el sistema represivo dictatorial máximo y más duro".

#### El congreso popular
Gadafi veía en los congresos populares "el único medio de democracia popular", y defendía que todos los regímenes de hoy en día no serían democráticos hasta que no hubiesen implantado los congresos populares. El poder del pueblo solo se podía ejercer mediante los congresos y comités populares.

#### La ley
Gadafi veía en la ley "el otro problema paralelo al sistema de Gobierno", ya que "un comité o un parlamento legisle por la sociedad no es válido y es antidemocrático".

#### La prensa
Una prensa democrática sería aquella que publique bajo un comité popular, y una persona solo debe tener el derecho a expresarse a sí mismo, dando solución así al "problema de libertad de prensa".

### SEGUNDA PARTE. La solución del problema económico: "El socialismo"
Para Gadafi, el problema económico suponía que los productores permaneciesen en condición de asalariados, ya que esto significaba realizar una producción a favor de otros y convertirse en "una especie de esclavo". Gadafi creía que la solución definitiva suponía abolir el salario, liberar al hombre de su esclavitud y regresar a las normas naturales, que eran las que determinaban las relaciones antes de la aparición de las clases sociales o las formas de gobierno.
Gadafi creía que la libertad del hombre estaba incompleta mientras sus necesidades dependiesen de otros. Esta necesidad podía conducir a los hombres a esclavizar a otros hombres. Gadafi consideraba la vivienda, la renta, el transporte y la tierra como necesidades imprescindibles para el individuo y la familia. El hecho de ser necesidades significaban que no podían ser propiedad de otros, pues en la sociedad socialista "ninguna entidad debe controlar las necesidades del hombre".

#### La vivienda
Un hombre no tendría libertad mientras habitase una vivienda propiedad de otro, ya fuera a cambio de un alquiler o no. Construir una vivienda con el fin de arrendarla suponía, para Gadafi, querer controlar la necesidad de los demás.

#### La renta
La renta debía ser el patrimonio a administrar según las propias necesidades. Gadafi abogaba por una sociedad con socios y sin asalariados. Gadafi consideraba que la renta no debía ser "un sueldo pagado por nadie o una caridad ofrecida por los demás".

#### El transporte
Al igual que con la vivienda, Gadafi consideraba que el transporte no debía ser propiedad de otros, ya que suponía tener el control de las necesidades de los demás.

#### La tierra
En el caso de la tierra, Gadafi creía que la tierra no era propiedad de nadie, pero que "cada cual tiene derecho a explotarla para su propio beneficio, mediante su labranza o cultivo". Añadía en esta sección que la finalidad de la nueva sociedad socialista era la formación de una sociedad feliz por ser libre. Para ello, sería necesario satisfacer las necesidades materiales y morales del hombre, pero esta satisfacción se debería llevar a cabo sin la explotación por parte de otros.

#### El trabajo
En la nueva sociedad diseñada por Gadafi, el hombre tendría tres opciones para asegurar sus necesidades materiales: trabajar por cuenta propia, trabajar para una empresa en calidad de socio o prestar un servicio público a la sociedad. Para Gadafi, satisfacer las necesidades era la única finalidad lícita de la actividad económica, ya que "la riqueza del mundo es limitada".
La idea de que quien posee la necesidad de otro te controla, te explota e incluso te esclaviza (aunque existan leyes que lo prohíban), es reiterada en esta segunda parte del Libro Verde.

#### El servicio del hogar
Al final de la segunda parte del libro, Gadafi dedicó una sección a hablar sobre el servicio del hogar, el cual "representa con o sin salario uno de los casos de trata de esclavos". Gadafi definía a los sirvientes del hogar como aquellos que están situados en un escalón inferior con respecto al resto de asalariados. En palabras de Gadafi, al servicio del hogar no se le aplicaban las reglas naturales del socialismo, puesto que éste presta servicios en lugar de elaborar un producto, es por ello que los sirvientes no pueden trabajar más que a cambio de un salario o sin un salario y además en malas condiciones.
Gadafi presentó su Libro Verde como la "salvación" de los asalariados y los sirvientes, y el medio para conseguir la libertad del hombre. La Tercera Teoría Universal de Gadafi traería la "definitiva liberación de todas las cadenas de la injusticia, del abuso, de la explotación y de la dominación políticas y económica, para crear la sociedad de todos, en la que todo el mundo es libre, en igualdad de poder, de riqueza y de armas, con el fin de que la libertad triunfe total y definitivamente".

### TERCERA PARTE. Bases sociales de laTercera Teoría Universal.
En esta tercera y última parte, Gadafi trató temas muy diversos de la sociedad, desde definir la nación y la familia, su opinión sobre el nacionalismo y la educación y hasta cómo se debe practicar deporte.
En primer lugar, comienza hablando sobre la comunidad, la nación y los factores sociales y la relación entre éstos. Define los factores sociales y nacionales como las fuerzas dinámicas de la historia humana.

#### El nacionalismo
En este apartado, Gadafi comienza hablando sobre los movimientos históricos que definía como movimientos de grupos con unos intereses y unas características propias, en las que cada comunidad tiene necesidades colectivas. La lucha nacional equivaldría a la lucha social que sería la base del movimiento de la historia. Añadía que dentro de los grupos existe la lucha por la autoridad.
Según Gadafi, las naciones cuyo nacionalismo estuviera destruido estaban destinadas a la destrucción. El factor social es "el impulso innato de la nación hacia la supervivencia". Consideraba que la vida del hombre quedaba perjudicada si éste dejaba de tener en cuenta el nacionalismo. Gadafi también creía que cada nación debeía tener una religión, ya que de ser de otra manera sería "anormal", dando lugar a disputas dentro de un grupo nacional.

#### La familia
Gadafi definía la familia como algo "más importante que el Estado" para el individuo, porque la familia es su origen y su protección social y el Estado es un sistema artificial político. Comparaba la familia con la estructura de una planta: "la sociedad floreciente es aquella en la que el individuo crece naturalmente dentro de la familia y la familia dentro de la sociedad".

#### La tribu
Una tribu, en palabras de Gadafi, sería "una familia que ha crecido como resultado de la procreación". Equivaldría a una familia extendida, y de igual manera, una nación sería una tribu expandida. Para Gadafi, la esencia de la nación era la tribu, y de la tribu la familia. La tribu era una protección social natural para la seguridad social, la tribu proporcionaba protección.

#### La nación
La nación equivaldría a la "protección política nacional del individuo", siendo una protección más amplia que la dada por la tribu. Gadafí definía la nación como una familia ampliada que ha pasado a través del periodo tribal.

#### La mujer
En esta sección Gadafi reflexionaba sobre la existencia de los hombres y las mujeres, justificada por el papel que tiene cada género y las diferencias que hay entre ambos. Las diferencias entre ambos Gadafi las sitúaba en la capacidad reproductiva, siendo las mujeres responsables del embarazo y de amamantar a los hijos, por lo tanto, Gadafi consideraba que el papel de la mujer era la maternidad. Según él, si una mujer llevaba a cabo un trabajo físico sería por culpa de una sociedad materialista.

#### Minorías
Para Gadafi solo existían dos tipos de minorías: las que pertenecen a una nación y las que no, y por lo tanto forman su propio "marco social".

#### El pueblo negro
Consideraba que la esclavitud del pueblo negro por parte de los blancos suponía una "motivación psicológica" de venganza y triunfo que no debían ser ignorados.

#### Educación
Gadafi pensaba que la educación controlada por el Estado era un método de supresión de la libertad, pues "forzar a un ser humano a aprender según un plan de estudios programado es un acto dictatorial, así como imponer ciertos temas".

#### Música y arte
Gadafi consideraba que la humanidad estaba atrasada porque los humanos no se comunican en un "lenguaje común heredado." Los sentimientos, así como las artes, eran también elementos heredados de los ancestros, según Gadafi.

#### Deportes, equitación y escenario
Gadafi afirmaba que el deporte se podía practicar de manera pública o privada, pero si se hacía de forma pública sería "irracional" mirar como alguien práctica ese deporte y no participar. Y consideraba igualmente ilógico que la sociedad permitiese a un individuo o a un equipo monopolizar los deportes mientras que la sociedad paga los costes de tal monopolio.

## Repercusión

### Nacional
Gadafi creó el Centro Mundial de Estudios e Investigaciones del Libro Verde para encargarse de la promoción internacional del libro. El centro, con sede en Trípoli y que contaba con más de 100 empleados, tradujo el libro a más de 30 idiomas. Durante el gobierno del coronel Gadafi se publicaron traducciones del libro en varios idiomas, entre ellos el español. Libia no tenía Constitución durante la Yamahiriya, pero usaba como fundamento el Libro verde. Con la Revolución Verde, que declara la Yamarihiya en 1977, la bandera de Libia es cambiada de color a una completamente verde, aludiendo al libro del dirigente libio.
La educación libia también se vería notablemente influenciada con la publicación del Libro Verde. Gadafi diseñó un sistema educativo para educar a los futuros ciudadanos de la Yamahiriya y, en línea con el pensamiento de Gadafi, que fuesen inculcados en el Islam y en el panarabismo desde temprana edad.

### Internacional
En el año 1980, la Universidad Autónoma de Madrid organizó un coloquio internacional vía satélite sobre Muamar Gadafi y su Libro Verde. En la hora y media que duró el encuentro Gadafi dio un discurso y más tarde fue interrogado por estudiantes y profesores de diferentes países. Durante el programa varios conferenciantes leyeron ponencias de temas variados relacionados con el Libro Verde. Así mismo, los asistentes también recibieron "periódicos en árabe, llaveros, carteras, retratos de Gadafi y 7.000 ejemplares del Libro Verde". La conferencia también fue seguida por el canal árabe de televisión de Libia.